# Jorge Araya
Jorge Matías Araya Pozo (Santiago, Chile, 25 de marzo de 1996) es un futbolista profesional chileno que se desempeña como volante de contención en Provincial Ovalle de la Segunda División de Chile.

## Trayectoria

### Colo-Colo

#### 2014- 2015
Debuta profesionalmente por Colo-Colo el 17 de mayo de 2014, en la Copa Chile 2014-15 frente a Palestino, siendo titular en un encuentro donde luego sería reemplazado en el minuto 77 por Ricardo Álvarez.
Es mismo año se rompió el menisco externo de la rodilla derecha, por lo que fue operado. En el año 2015 y luego de recuperarse y tener una buena sesión kinesiológica, regresó a las canchas, pero no duró una semana, pues se cortó el ligamento cruzado de su pierna derecha. Posteriormente, y cuando se encontraba en la fase final de su rehabilitación, una fractura del tercer metatarsiano del pie derecho echó por tierra su intención de un pronto retorno al fútbol competitivo.

#### 2016
En el compromiso válido por la octava fecha del Clausura 2016, disputado en el Estadio Monumental el día 6 de marzo de 2016 frente a la Universidad Católica, debuta en Primera División entrando al minuto 82 en reemplazo de Jaime Valdés, en un partido que terminaría con el triunfo por 3-0 de Colo-Colo sobre el conjunto estudiantil, como dato Araya volvería a jugar un partido de fútbol profesional después de casi dos años.
El día 10 de marzo de 2016 hace su debut a nivel internacional con la camiseta del cuadro popular al disputar el partido correspondiente a la tercera fecha de la Copa Libertadores frente a Atlético Mineiro, jugando todo el encuentro, duelo en el cual tuvo una destacada actuación y que terminaría en un empate sin goles. Después de eso jugaría dos partidos más por el torneo continental la revancha contra Mineiro en Brasil cayendo por 3-0 (jugó los 90 minutos) y la victoria por 2-1 sobre Melgar en Arequipa ingresando al minuto 77 por Juan Delgado.
Volviendo al Torneo de Clausura su equipo sería subcampeón detrás de la Católica por un punto, en el torneo local jugaría cuatro partidos, dos de titular y estando 107 minutos en el campo de juego mientras que por la Copa Libertadores 2016 disputó tres encuentros siendo titular en dos. En el Torneo de Apertura 2016 su equipo terminaría quinto yendo de menos a más, jugó de titular los dos últimos partido del campeonato contra Everton (4-2) y Palestino (2-1) ambos acabaron en victoria, jugaría cinco partidos por el torneo estando 281 minutos en el campo de juego. Mientras que por la Copa Chile 2016 su equipo sería campeón tras golear 4-0 a Everton en la final, en aquel partido Araya sería suplente y no ingresaría en el partido, en dicho torneo jugó tres encuentros.

#### 2017
El 18 de enero de 2017 en un duelo amistoso contra Atlético Cerro durante la pretemporada alba Araya saldría lesionado cuando solo se jugaban diez minutos de partido, producto de un desgarro en la pierna derecha, su tercera lesión grave en su carrera justo en el momento que estaba comenzando a ser considerado por Pablo Guede tras una buena pretemporada. A tanto llegó su nivel, que Araya tenía muchas chances de ser titular ante Botafogo.
Debido a este grave desgarro no jugaría ningún partido ni en el Torneo de Clausura 2017 ni la Copa Libertadores 2017. Volvió a las citaciones en la Supercopa de Chile disputada el 23 de julio de 2017 contra la Universidad Católica jugada en el Estadio Nacional Julio Martínez Pradanos, no vería acción durante todo el partido en la goleada por 4 a 1 de Colo Colo. Volvió a jugar un partido oficial el 31 de agosto contra Deportes Iberia por los Octavos de final ida de la Copa Chile luego de casi nueve meses de inactividad (Su último duelo fue en 8/12/2016 contra Palestino), de visita los "albos" cayeron por 3-2 con Araya jugando todo el partido.
En el Torneo de Transición 2017 jugaría ocho encuentros siendo titular solo en uno contra Unión Española goleada por 5-2 en la Fecha 12, en la última fecha el "cacique" golearía por 3-0 a Huachipato en el sur coronándose campeones del fútbol chileno por 32ª vez, en el partido por el título Araya sería suplente y no ingresaría en el complemento, jugaría 232 minutos en este torneo.

## Selección nacional

### Selecciones menores
En marzo de 2013, fue convocado por Mariano Puyol para disputar el Campeonato Sudamericano Sub-17 de ese año, torneo donde finalmente Chile fue eliminado en primera ronda, siendo titular en los cuatro encuentros que su selección disputó en aquel certamen.

#### Participaciones en Sudamericanos
| Torneo                      | Sede      | Resultado    | Partidos | Goles |
| --------------------------- | --------- | ------------ | -------- | ----- |
| Sudamericano Sub-17 de 2013 | Argentina | Primera fase | 4        | 0     |

## Estadísticas
| Club                      | Div.             | Temporada        | Liga  | Liga  | Copas nacionales | Copas nacionales | Torneos internacionales | Torneos internacionales | Total | Total |
| Club                      | Div.             | Temporada        | Part. | Goles | Part.            | Goles            | Part.                   | Goles                   | Part. | Goles |
| ------------------------- | ---------------- | ---------------- | ----- | ----- | ---------------- | ---------------- | ----------------------- | ----------------------- | ----- | ----- |
| Colo-Colo 'B' · Chile     | 3.ª              | 2012             | 1     | 0     | —                | —                | —                       | —                       | 1     | 0     |
| Colo-Colo 'B' · Chile     | 3.ª              | 2013             | 1     | 0     | —                | —                | —                       | —                       | 1     | 0     |
| Colo-Colo 'B' · Chile     | 3.ª              | 2013-14          | 1     | 0     | —                | —                | —                       | —                       | 1     | 0     |
| Colo-Colo 'B' · Chile     | Total club       | Total club       | 3     | 0     | 0                | 0                | 0                       | 0                       | 3     | 0     |
| Colo-Colo · Chile         | 1.ª              | 2014-15          | —     | —     | 1                | 0                | —                       | —                       | 1     | 0     |
| Colo-Colo · Chile         | 1.ª              | 2015-16          | 4     | 0     | —                | —                | 3                       | 0                       | 7     | 0     |
| Colo-Colo · Chile         | 1.ª              | 2016-17          | 5     | 0     | 3                | 0                | —                       | —                       | 8     | 0     |
| Colo-Colo · Chile         | 1.ª              | 2017             | 8     | 0     | 1                | 0                | —                       | —                       | 9     | 0     |
| Colo-Colo · Chile         | 1.ª              | 2018             | 2     | 0     | —                | —                | —                       | —                       | 2     | 0     |
| Palestino · Chile         | 1.ª              | 2019             | 10    | 0     | —                | —                | —                       | —                       | 10    | 0     |
| Palestino · Chile         | 1.ª              | 2020             | 5     | 0     | 0                | 0                | 2                       | 0                       | 7     | 0     |
| Palestino · Chile         | Total club       | Total club       | 15    | 0     | 0                | 0                | 2                       | 0                       | 17    | 0     |
| Colo-Colo · Chile         | 1.ª              | 2021             | 1     | 0     | —                | —                | —                       | —                       | 1     | 0     |
| Colo-Colo · Chile         | Total club       | Total club       | 20    | 0     | 5                | 0                | 3                       | 0                       | 28    | 0     |
| Melipilla · Chile         | 2.ª              | 2022             | 11    | 0     | 1                | 0                | 0                       | 0                       | 12    | 0     |
| Melipilla · Chile         | Total club       | Total club       | 11    | 0     | 1                | 0                | 0                       | 0                       | 12    | 0     |
| Trasandino · Chile        | 3.ª              | 2023             | 11    | 0     | 1                | 0                | —                       | —                       | 12    | 0     |
| Trasandino · Chile        | Total club       | Total club       | 11    | 0     | 1                | 0                | 0                       | 0                       | 12    | 0     |
| Cobreloa · Chile          | 2.ª              | 2023             | 1     | 0     | 0                | 0                | 0                       | 0                       | 1     | 0     |
| Cobreloa · Chile          | Total club       | Total club       | 1     | 0     | 0                | 0                | 0                       | 0                       | 1     | 0     |
| Provincial Ovalle · Chile | 3.ª              | 2024             | 0     | 0     | 0                | 0                | —                       | —                       | 0     | 0     |
| Provincial Ovalle · Chile | Total club       | Total club       | 0     | 0     | 0                | 0                | 0                       | 0                       | 0     | 0     |
| Total en carrera          | Total en carrera | Total en carrera | 38    | 0     | 5                | 0                | 5                       | 0                       | 48    | 0     |
| 1. 2. 3.                  |                  |                  |       |       |                  |                  |                         |                         |       |       |

## Palmarés

### Torneos nacionales
| Título             | Club             | País  | Año    |
| ------------------ | ---------------- | ----- | ------ |
| Primera División   | C.S.D. Colo-Colo | Chile | 2015-A |
| Copa Chile         | C.S.D. Colo-Colo | Chile | 2016   |
| Supercopa de Chile | C.S.D. Colo-Colo | Chile | 2017   |
| Primera División   | C.S.D. Colo-Colo | Chile | 2017-T |
| Supercopa de Chile | C.S.D. Colo-Colo | Chile | 2018   |
| Copa Chile         | C.S.D. Colo-Colo | Chile | 2021   |
| Primera B          | Cobreloa         | Chile | 2023   |